# Aristias falcatus
Aristias falcatus är en kräftdjursart. Aristias falcatus ingår i släktet Aristias och familjen Aristiidae. Inga underarter finns listade i Catalogue of Life.